# اچ‌ام‌اس چلنجر (۱۹۰۲)
اچ‌ام‌اس چلنجر (۱۹۰۲) (به انگلیسی: HMS Challenger (1902)) یک کشتی بود که طول آن ۳۵۵ فوت (۱۰۸٫۲ متر) بود. این کشتی در سال ۱۹۰۲ ساخته شد.